# 이영은 (영화 감독)
이영은(1971년 3월 24일 ~ )은 대한민국의 영화 감독 겸 배우이다. 배우 오지혜와 결혼했다. 2005년에 영화 감독으로 데뷔하였다.

## 학력
- 중앙대학교 영화학과 학사

## 참여작

### 감독
- 2005년 《이대로, 죽을 순 없다》

### 각본, 출연, 조감독
- 2000년 《하면 된다》각본, 조감독
- 1999년 《텔 미 썸딩》... 고수부지 조깅남 역, 조감독
- 1997년 《접속》조감독

### 출연
- 2003년 《오! 브라더스》... 의류매장 주인 역
- 1999년 《연풍연가》... 승무원 역
- 1998년 《해가 서쪽에서 뜬다면》... 웨이터 3 역

### 그 외
- 1998년 《아름다운 시절》
- 1996년 《정글 스토리》